# Macropsobrycon
Macropsobrycon és un gènere de peixos de la família dels caràcids i de l'ordre dels caraciformes.

## Taxonomia
- Macropsobrycon uruguayanae (Eigenmann, 1915)[3]
- Macropsobrycon xinguensis (Géry, 1973)[4][5][6][7][8][9][10][11]